# Пуцко Василь Григорович
Василь Григорович Пуцко (10 січня 1941, м. Глухів Сумської області) — український, російський історик, спеціаліст з мистецтва християнського Середньовіччя.

## Життєпис
Народився в родині службовця. Після середньої школи працював у глухівському бюро технічної інвентаризації, займався архітектурними обмірами храмів. Учасник ізостудії художника М. Г. Кулішова.
Закінчив Інститут живопису, скульптури й архітектури ім. Рєпіна Академії Художеств СРСР у Ленінграді (1961—1967); займався там переважно українською архітектурою (у С. С. Бронштейна) й епохою середньовіччя (у Ц. Г. Нессельштраус). Одночасно навчався в Ленінградському університеті, на філологічному факультеті — слухав лекції Н. А. Мещерського (мова давньоруської перекладної писемності), В. Я. Проппа (обрядова поезія), а на історичному факультеті — А. В. Банк (мистецтво Візантії).
У 1966—68 рр. Василь Григорович — науковий співробітник Ярославо-Ростовського історико-архітектурного та художнього музею-заповідника. Досліджував давньоруське мистецтво, створив експозиції у восьми залах, де вперше представив багато невідомих раніше творів, які доводилось атрибутувати, що й стало темою ряду публікацій. Згодом молодий вчений — заступник директора Московського обласного краєзнавчого музею в м. Істра, працював у Церковно-археологічному кабінеті Московської духовної академії, вивчаючи мідне литво.
Від 1973 р. — у Калузькому обласному художньому музеї, де нині є заступником директора з наукової роботи. Учасник численних вітчизняних і міжнародних конференцій, конгресів, симпозіумів, автор понад тисячі публікацій у спеціалізованих виданнях СРСР і багатьох європейських країн.
Ось така «об'єктивка» (ми використали стислу біографічну довідку з «Повідомлень Ростовського музею», вип. XII, 2002, с. 5-6) жодною мірою не відбиває справжнього значення ювіляра для російської й, особливо, української медієвістики та не висвітлює неповторність особистості вченого.
Під час регулярних приїздів В. Г. Пуцка до Києва він одвідував археологічні розкопки, цікавлячись останніми знахідками, обговорював з колегами-візантиністами датування тих або інших творів, опікувався вже дуже літним земляком із Лебедина Стефаном Андрійовичем Таранушенком — опублікував у Югославії велику юнацьку працю останнього про український іконостас. Міг це зробити, бо друкувався тоді в багатьох візантологічних збірниках Центральної та Західної Європи, що дозволялося в ті роки хіба що В. М. Лазарєву й іще кільком столичним радянським фахівцям.
В. Г. Пуцко приятелював і часто супроводжував у подорожах Павла Миколайовича Жолтовського, який і помер у Москві. Взагалі, живучи весь свій дорослий вік у Росії (казав, що більшість своїх праць написав у електричках, прямуючи з Калуги до Москви і назад) ювіляр наш одночасно залишався й українським вченим, принаймні завжди друкувався в Україні українською. Часто його можна було бачити в книгарнях — купував нові книжки та здавав букіністам уже опрацьовані, адже при титанічних обсягах і темпах його праці тримати всі книги під рукою було б нереально.
Василь Григорович — заслужений працівник культури Російської Федерації. Завжди привітний, усміхнений, він випромінює гумор і оптимізм, фонтанує ідеями, щедро ділиться знаннями, гідно уособлюючи благородні, сказати б, лицарські традиції класичної вітчизняної науки, для якої честь і гідність — то не тільки красиві слова.

### Вибрані нові праці з української тематики
- До історії києво-печерської іконографії XVII ст. // Могилянські читання. — К., 2001. — С. 233—242.

- Киевская бронзовая пластика XI—XII веков // Художественный металл России. — М., 2001. — С. 135—143.

- Ікони давньої Волині // Церковний календар. — Сянік, 2002. — С. 77-92.

- Орнаментальна композиція в давньокиївському кам'яному різьбленні // Родовід. Число 18-19. — К., 2002. — С. 47-57.

- Розп'яття в києво-печерській гравюрі першої половини XVII ст.: питання іконографії й стилю // Могилянські читання. — К., 2002. — С. 162—172.

- Хрест Ларіона Іваницького // 100 років колекції державного музею українського народного декоративного мистецтва. — К., 2002. — С. 56-62. — Співавтор Л. С. Білоус.

- Архитектурный ансамбль княжего двора в Киеве // Кремли в России. — М., 2003. — С. 224—241.

- Византийско-киевское культурное наследие и его изучение // Проблемы славяноведения. Вып. 5. — Брянск, 2003. — С. 12-19.

- Волинь в історії українського іконопису XVI—XVIII ст. // Волинська ікона. Вип. XI. — Луцьк, 2004. — С. 49-60.

- Київська готична кадильниця 1541 р.: до вивчення музейних раритетів // Музейна справа та музейна політика в Україні XX століття. — К., 2004. — С. 141—144.

- Волинський іконопис XVII ст. і українська гравюра // Волинська ікона. Вип. XII. — Луцьк, 2005. — С. 30-40.

- Константинополь у мистецькому житті Києва XI—XIII ст. // Лаврський альманах. Вип. 14. — К., 2005. — С. 140—151.

- Невідома Софія Київська // Ант (Київ), випуск 13-15. — К., 2005. — С. 35-38.

- Візантія і християнський Схід у духовній культурі Давньоруської держави // Русь на перехресті світів. — Чернігів, 2006. — С. 134—140.

- Доба становлення українського мистецтва // Ант (Київ), випуск 16-18. — К., 2006. — С. 36-41.

- Київські срібні браслети-наручі і тератологічна книжна орнаментика // Музейні читання. 2006. — К., 2007. — С. 102—113.

- Українські різьблені напрестольні хрести XVI—XX століть (за матеріалами музейних збірок) // Музеї народного мистецтва та національна культура. — К., 2006. — С. 126—131.

- Князь Володимир Мономах — меценат сакрального мистецтва // Скарбниця української культури. Вип. 8. — Чернігів, 2007. — С. 200—207.

- Золотарство давнього Києва // Археологія. — 2008. — № 3. — С. 47-60.

- Неизвестное изображение Софии Киевской // Изучение и реставрация памятников древнерусской архитектуры и монументального искусства. — СПб., 2007. — С. 13-20.

- О киевской ротонде XII века // Там же. — С. 92-98.

- Іконопис Слобожанщини XVII—XVIII століть — майже втрачене мистецтво // Ант (Київ), випуск 19-21. — К., 2008. — С. 61-65.

- Український типаж у іконописі XVI—XVIII століть // Народний костюм як виразник національної ідентичності. — К., 2008. — С. 28-33.

- Церковная топография древнего Києва (храмы и реликвии) // Архитектура и археология Древней Руси. — СПб., 2009. — С. 72-84.

- Візантійські основи давньоруського іконопису // Ант (Київ), випуск 22-24. — К., 2010. — С. 58-66.

- Володимир Єрмаков // Ант (Київ), випуск 22-24. — К., 2010. — С. 139—140.

- Іконопис із фондів чернігівського музею // Ант (Київ), випуск 22-24. — К., 2010. — С. 175—176.

- Українські антимінси XVII ст.: історія однієї знахідки // Ант (Київ), випуск 22-24. — К., 2010. — С. 78-82. — співавтор Г. Сафонова.